# بالاغ
 

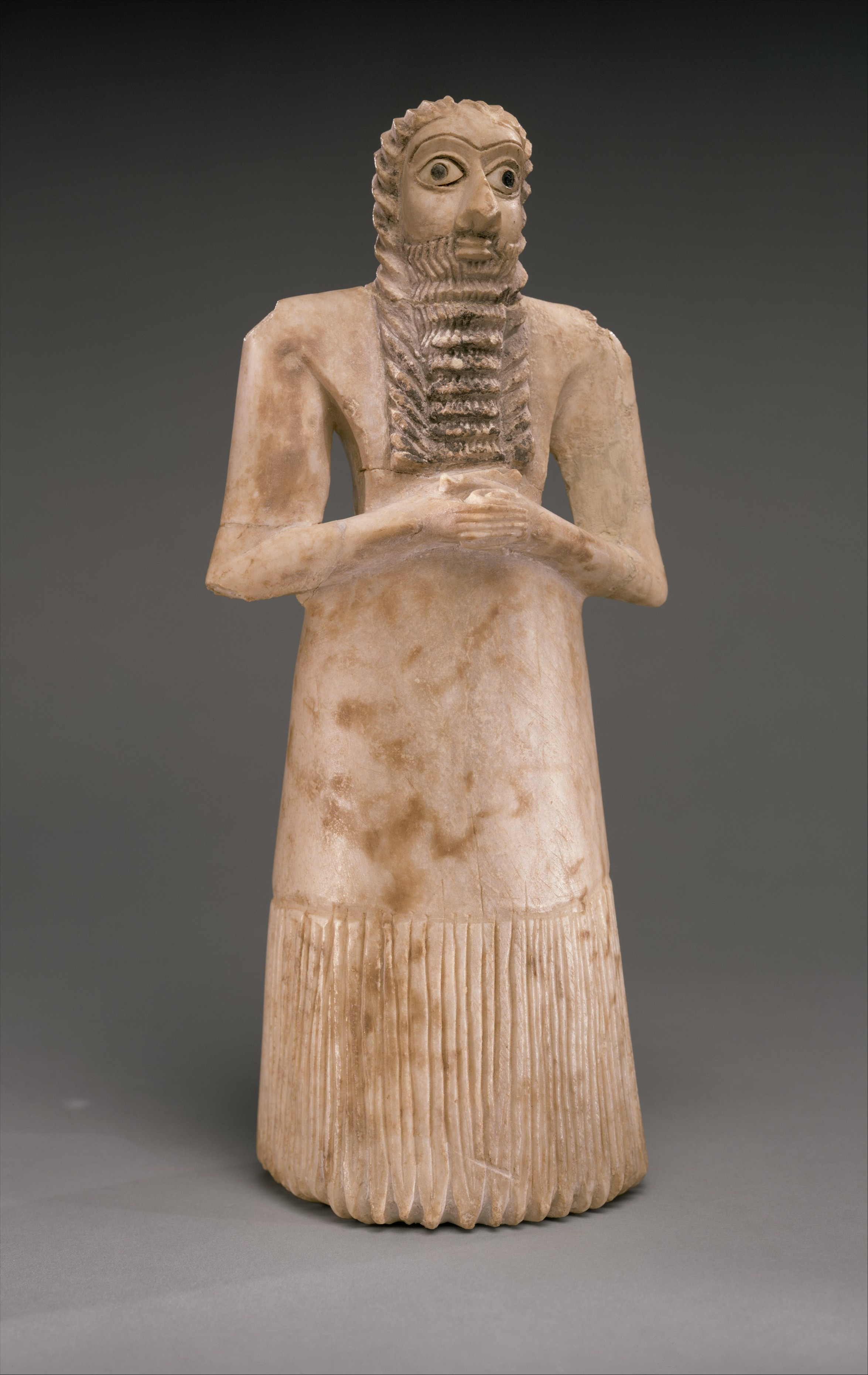
رجلٌ واقفٌ يُعبد، من أوائل الأسرات الأولى والثانية، حوالي 2900-2600 قبل الميلاد، بلاد ما بين النهرين، متحف متروبوليتان للفنون

في بلاد ما بين النهرين، يشير البالاج (أو البالاغ) إلى نوع أدبي ديني سومري وأيضًا إلى آلة موسيقية وثيقة الصلة. في ديانة بلاد ما بين النهرين، كانت صلوات البالاج تُغنى من قبل كاهن غالا بينما كانت تُؤدى أعمال طقسية حول الآلة. في بعض الأحيان كانت الآلة نفسها تُعتبر إلهًا ثانويًا، وكان لكل بالاج اسم خاص. وعلى الرغم من أهمية الآلة في الطقوس، إلا أن هويتها محل نزاع، ولكن يُعتقد عمومًا أنها إما طبل أو آلة وترية مثل القيثارة. كان الغرض من الطقوس التي تتضمن هذه الصلاة والآلة هو تهدئة الإله المحلي بأصوات ممتعة، مع الرثاء لما قد يحدث للمدينة إذا قرر الإله التخلي عنها. استُخدمت البالاج من العصر البابلي القديم إلى الإمبراطورية السلوقية.

## الصفات
كنوع أدبي، كتب البالاج بالخط المسماري وغنائه من قبل كاهن غالا بلهجة سومرية تسمى إميسال (𒅴𒊩 إيمي-سال). تم تألف كل بالاج لإله معين.
كان السلف للبالاج هو رثاء المدينة، وهو نوع من الصلاة التي كانت تُتلى عندما تُدمر المعابد ويُعاد بناؤها. كان من المعروف أن آلة البالاج ترافق رثاء المدينة. بمرور الوقت، ومع ارتباط رثاء المدينة بالمدارس الكتابية، تكيف البالاج للعديد من الاستخدامات الطقسية المختلفة. ومع ابتعاد رثاء المدينة عن النشاط الطقسي، ظهر البالاج كنوع أدبي مميز.
على الرغم من أهميتها في الطقوس، إلا أن طبيعة آلة البالاج الدقيقة موضع جدل. يعتبرها بعض العلماء طبلًا، بينما يعتبرها آخرون آلة وترية كالقيثارة. زعم آخرون أنها كليهما في آن واحد، وتشير نظرية أخرى إلى أن كلمة بالاج بدأت بالإشارة إلى القيثارة، ولكن على مدار آلاف السنين، أصبحت تعني الطبل. وكانت هناك اقتراحات سابقة بأنها جرس.
كان لكل بالاج اسم خاص. على سبيل المثال، تضمنت أسماء بالاجتين حيث تكلفت كوديا بهما "تنين الأرض العظيم" و"سيدة سامية مثل السماء".
إقرضت الكلمة إلى السريانية كـ p(ə)laggā (السريانية: ܦܠܓܐ), في إشارة إلى نوع من الطبول.

### الاستشهادات
1. ↑  Bowen 2020، صفحة 70.
2. ↑  Sachs 2012، Chapter 3, section on drums, paragraph 18.
3. 1 2  Sachs 2012، Chapter 3, section on drums, paragraph 11.
4. 1 2  Gabbay 2014، §1.
5. ↑  Gabbay 2014، §11.
6. ↑  Bowen 2020، صفحة 70-72.
7. 1 2 3 4 5 6  Sperling 1980، صفحة 371.
8. ↑  Bowen 2020، صفحة 68.
9. ↑  Sperling 1980، صفحة 372.
10. ↑  Gabbay 2018، §2 pp. 2.
11. ↑  Gabbay 2014، §8.
12. ↑  Sayce 1924، صفحة 106.
13. ↑  Kilmer 2001، Section 2, pp. 1-2.

## قراءة إضافية
- (بالمجرية) Világirodalmi lexikon I. kötet, A-Cal, (ردمك 963-05-4399-0)